# Russikon
Russikon é uma comuna da Suíça, no Cantão Zurique, com cerca de 3.872 habitantes. Estende-se por uma área de 14,37 km², de densidade populacional de 269 hab/km². Confina com as seguintes comunas: Fehraltorf, Illnau-Effretikon, Pfäffikon, Weisslingen, Wildberg.
A língua oficial nesta comuna é o Alemão.